# Medvěd 09
Medvěd 09 je československý animovaný televizní seriál z roku 1988 poprvé vysílaný v rámci večerníčku v září roku 1989.
Námět i scénář připravil Rudolf Čechura, výtvarníkem byl Jan Sarkadr Tománek, kameru obstarali Zdeněk Pospíšil a Ivan Vít. Hudbu složil Ferdinand Havlík, seriál namluvili Jiří Lábus a Pavel Zedníček. Bylo natočeno 7 epizod, v délce cca 7 minut.

## Seznam dílů
1. Změna bydliště
2. Neukázněný řidič
3. Další zmatky
4. Pátrání po nezvěstných
5. Změna dopravního prostředku
6. Městská hromadná doprava
7. Návrat do trvalého bydliště

## Další tvůrci
- Animátor: Alena Pokorná, Irena Šilhanová
- Výtvarník: Jan Sarkandr Tománek